# Never Tell Me Never
Never Tell Me Never – australijski dramat biograficzny z 1998 roku, w reżyserii Davida Elficka.
Scenariusz na podstawie książki Janine Shepherd pod tym samym tytułem.
Film kręcono w Sydney, Australia.

## Fabuła
Film oparty na prawdziwych wydarzeniach. Ukazuje walkę Janine Shepherd z przeciwnościami losu. Jej marzeniem było rywalizować na igrzyskach zimowych w Calgary w biegach narciarskich. Po osiągnięciu sukcesów w sporcie jako młoda narciarka dostała ofertę szkoleń z kanadyjskim narciarzami przygotowującymi do Zimowych Igrzysk Olimpijskich w Calgary w 1988 roku.
W roku 1986 w czasie jazdy na rowerze, będącej elementem treningu, Shepherd została potrącona przez ciężarówkę. Odniosła ciężkie obrażenia - złamała kark i obojczyk i doznała poważnych uszkodzeń nóg.
Lekarze postawili diagnozę - resztę życia miała spędzić na wózku inwalidzkim, a ponadto wskutek wypadku miała pozostać bezdzietna. Udział w olimpiadzie stał się niemożliwy.
W ciągu kilku lat Shepherd zaczęła przechodzić proces powolnej rehabilitacji. Była zdeterminowana nie poddać się lekarskim prognozom.
Osiągnęła cel – po wielu latach rehabilitacji zaczęła w końcu chodzić i mogła mieć dzieci.

## Obsada
- Claudia Karvan – Janine Shepherd
- Michael Caton – Max Shepherd
- Diane Craig – Shirley Shepherd
- John Howard – wuj Darryl
- Paul Bishop – Scott
- Tina Bursill – Virginia
- Malcolm Kennard – Tim Blake
- Joel Edgerton – Pab
- Inge Hornstra – Silla
- Bill Young – Noel
- Gosia Dobrowolska – pielęgniarka Anne
- Harold Hopkins – Neville

## Nagrody i nominacje
- Nominacja - Australijska Akademia Sztuk Filmowych i Telewizyjnych AACTA 1998 – za: Najlepsza aktorka w dramacie telewizyjnym, Claudia Karvan,
- Nominacja - Australijska Akademia Sztuk Filmowych i Telewizyjnych AACTA 1998 – za: Najlepszy miniserial lub film telewizyjny, Anne Bruning, David Elfick[3]